# John Hummer
John R. Hummer (Washington, 4 maggio 1948) è un ex cestista statunitense, professionista nella NBA.
È lo zio di Ian Hummer, anch'egli cestista.

## Carriera
Venne selezionato dai Buffalo Braves al primo giro del Draft NBA 1970 (15ª scelta assoluta).